# Syvde kommun
Syvde kommun (norska: Syvde kommune) var en kommun i Møre og Romsdal fylke i västra Norge. Kommunen omfattade ett område i den östra delen av nuvarande Vanylvens kommun (Syvde socken). Byn Syvde utgjorde kommunens centralort.

## Administrativ historik
Syvde kommun upprättades den 1 februari 1918 genom utbrytning ur Vanylvens kommun. Kommunen hade 1 260 invånare vid upprättandet.
Den 1 januari 1964 gick Syvde kommun, tillsammans med en del av Rovde kommun, åter upp i Vanylvens kommun. Kommunens hade då 1 458 invånare.